# 재세계중심호환애
재세계중심호환애(중국어: 在世界中心呼唤爱)은 2016년 중화인민공화국의 로맨스 영화로, 곽재용이 감독하고 공동 집필했으며 오호 오우, 장후이원, 양쯔가 출연했다. 이 영화는 가타야마 교이치의 2004년 소설 세상의 중심에서 사랑을 외치다을 각색한 것이다. 2016년 8월 26일 베이징 인라이트 픽처스를 통해 개봉되었다.

## 줄거리
2008년, 시아 예는 미래 우체국으로부터 신비로운 소포를 받는다. 소포에는 1990년대 후반의 오디오 카세트와 오래된 카세트 플레이어가 들어 있다. 그녀는 기차를 타고 칭다오로 가는 길에 그것들을 들으며 17세의 케 다의 목소리를 듣는다. 1997년 무더운 여름, 케 다는 고등학교 마지막 해에 시아 예에게 반했고, 둘은 오디오 카세트를 통해 서로의 감정을 표현했다. 케 다가 수영 수업에서 만난 리 푸성이라는 남자는 미래 우체국을 운영하며, 살아있는 사람이나 죽은 사람에게 미래 언젠가 전달될 메시지를 받는다. 그는 죽은 사람이 사랑 때문에 만나는 세상의 중심에서 계속 살아간다고 믿었다.
칭다오에 도착한 시아 예는 현재 쑨 자오롄이 운영하는 미래 우체국을 방문한다. 그곳에서 쑨은 케 다를 사랑했던 옛 시아 예가 입원했고 결국 백혈병으로 죽었다는 이야기를 들려준다. 한편, 케 다도 칭다오로 내려와 자신이 받은 오래된 오디오 카세트를 듣고 있었다. 그는 시아 예를 잃은 상실감에서 아직 회복하지 못했고, 다시 한번 그녀와 함께하는 것을 꿈꾼다. 점차적으로 시아 예와 케 다가 오래된 오디오 카세트를 받게 된 미스터리가 풀린다.

## 출연
- 어우하오 - 케 다 역: 잘생기고 수줍음 많은 고등학생으로, 반에서 우수한 학생 중 한 명인 시아 예를 사랑한다.
- 장후이원 - 어린 시아 예 역: 아름답고 총명한 소녀. 수영을 잘한다. 그녀는 케 다의 첫사랑이었고, 그녀의 때이른 죽음은 그를 비통하게 만들었다.
- 양쯔 - 성인 시아 예 역: 케 다와 시아 예의 이야기를 담은 신비로운 오디오 카세트를 받는 젊은 여성.
- 왕즈 - 쑨 자오롄 역
- 야오루
- 가오타이위 - 쉬 랑 역
- 리칭인 - 케 다의 어머니 역
- 덩신 - 황 옌옌 역
- 천자쥔

## 제작
제작은 2015년 9월 15일에 시작하여 2015년 11월 4일에 종료되었다. 영화는 산둥성에 위치한 해안 도시 칭다오시에서 현지 촬영되었다.
2016년 6월 21일, 제작진은 베이징에서 개봉 기자회견을 열고 첫 예고편을 공개했다.

## 같이 보기
- 세상의 중심에서 사랑을 외치다
- 파랑주의보